# داميان كيو
داميان كيو (بالإنجليزية: Damian Keogh) مواليد 1 فبراير 1962 في ملبورن، فيكتوريا، هو لاعب كرة سلة أسترالي سابق. بدأ مسيرته الاحترافية في سنة 1980. حمل الرقم 8. مثّل منتخب بلاده. شارك في دورة الألعاب الأولمبية الصيفية سنة 1984. اعتزل اللعب في 1995.

## سجل المنافسة
شارك في المنافسات التالية:
- الألعاب الأولمبية الصيفية 1984
- الألعاب الأولمبية الصيفية 1988
- الألعاب الأولمبية الصيفية 1992

## روابط خارجية
- داميان كيو على موقع الاتحاد الدولي لكرة السلة (الإنجليزية)
- داميان كيو على موقع ريلجم (الإنجليزية)
- داميان كيو على موقع بروبوليرز (الإنجليزية)
- داميان كيو على موقع سبورتس رفرنس (الإنجليزية)
- داميان كيو على موقع أوليمبيديا (الإنجليزية)
- داميان كيو على موقع اللجنة الأولمبية الأسترالية (الإنجليزية)